# Malagueña salerosa
Malagueña salerosa là một bản nhạc nổi tiếng của Mexico, được soạn nhạc bởi Elpidio Ramírez Burgos (1882–1960), sáng tác chung với Pedro Galindo Galarza (1906–1989).

## Các bản trình diễn
Bản nhạc được nhiều nghệ sĩ Mexico và quốc tế thu âm; thí dụ như Caterina Valente, Plácido Domingo và Vicente Fernández.